# Veruša, Podgorica
Veruša (chirilic: Веруша) este un sat din municipiul Podgorica, Muntenegru. Conform datelor de la recensământul din 2003, localitatea are 87 de locuitori.

## Demografie
| An        | 1948 | 1953 | 1961 | 1971 | 1981 | 1991 | 2003 |
| --------- | ---- | ---- | ---- | ---- | ---- | ---- | ---- |
| Populație | 279  | 294  | 277  | 219  | 123  | 69   | 87   |